# 근덕초등학교 동막분교
근덕초등학교 동막분교는 대한민국 강원도 삼척시에 있었던 공립 초등학교이다.

## 학교 연혁
- 1941.06.15 설립인가
- 1943.04.15 동막공립국민학교 승격
- 1996.03.01 동막초등학교로 개칭
- 1999.09.01 근덕초등학교 동막분교장으로 격하
- 2018.03.01 학생수 감소로 폐교[2]

## 참고 자료
- 근덕초등학교동막분교장 - 한국교육학술정보원 학교알리미